# NaviSL
NaviSL（ナビスル）は、ゴールドフィッシュ株式会社がかつて運営していたソーシャル・ネットワーキング・サービスを中心としたコミュニティサイトである。2007年開設。2012年2月末をもってサービス終了した。

## 概要
NaviSLは、リンデン・ラボ社が運営する3D仮想社会「Second Life」ユーザーを対象としたコミュニティサイトであり、その中のNaviSL-SNSは、日本初の「Second Life」専用SNSである。「Second Life」専用SNSの開設順では、NaviSL-SNSが2007年2月13日、Japand Lifeが2007年2月18日、セカンドライフSNS-jpが2007年2月23日となっている。SNSの中では「Second Life」のイベント情報、ユーザー同士の日記を交換して交流を行う。

## 沿革
- 2007年2月13日 - セカンドライフナビゲーター（現：NaviSL）およびセカンドライフSNS（現：NaviSL-SNS）オープン。
- 2007年6月21日 - 個人で運営していたSNSサービスをゴールドフィッシュ株式会社に移管した[2]。
- 2008年4月11日 - 前運営会社であったゴールドフィッシュ株式会社からngi group株式会社の子会社である株式会社トレンドアクセスへ運営変更する。
- 2008年6月18日 - ナビスルSNSのユーザー登録数が2万人を突破した。[3]
- 2008年10月22日 - ngi group株式会社と3Di株式会社が株式会社SUNと資本・業務提携契約を結んだ。その関係で株式会社トレンドアクセスが保有している「Second Times」と「NaviSL」をSUNへ事業譲渡する予定[4]。
- 2008年11月27日 - 同月11日に発表された株式会社SUNの破産手続きの申し込みにより[5]、「Second Times」および「NaviSL」は再びトレンドアクセスが保有することとなった[6]。
- 2009年1月23日 - トレンドアクセスの事業収縮により、NaviSLの事業は1月31日をもってゴールドフィッシュへ移管することを発表した[7]。また、NaviSL Resortも2009年2月28日をもって終了することを発表した。
- 2012年
  - 1月31日 - サービス継続は困難であると判断し、同年2月29日をもってNaviSL SNSを終了することを発表[1]。
  - 2月29日 - 全サービスを終了[1]。

## サービス

### NaviSL
セカンドライフを楽しむための情報を提供するサイト（NaviSL Webと呼ぶ）。
セカンドライフを気軽に楽しみたいユーザーのために使い方や遊び方、オブジェクトの制作方法などを紹介している。

### NaviSL SNS
セカンドライフのソーシャルネットワークサービス。
セカンドライフ専門のSNSの中では日本で初めて開始されたサイトであり、日本最大の登録者数を持っている。
セカンドライフ内のイベント情報から各コミュニティのお知らせ、セカンドライフでの疑問･質問を投げかけるコミュニティ、パソコンの起動ができないなどのハード面の障害情報・解決コミュニティ、お店の紹介などがある。

#### アカウント数の推移
- 2007年2月28日 - 500名
- 2007年3月15日 - 1,000名
- 2007年3月20日 - 2,000名
- 2007年4月13日 - 3,000名
- 2007年4月12日 - 4,000名
- 2007年4月22日 - 5,000名
- 2007年5月09日 - 6,000名
- 2007年5月24日 - 7,000名
- 2007年6月05日 - 8,000名
- 2007年6月15日 - 9,000名
- 2007年6月27日 - 10,000名
- 2007年7月19日 - 11,000名
- 2007年8月15日 - 12,000名
- 2007年9月06日 - 13,000名
- 2007年10月1日 - 14,000名
- 2008年6月18日 - 20,000名
- 2009年7月末 - 25,000名[8]
- 2012年1月31日 - 27,994名

1万人突破が2007年6月27日、2万人突破が2008年6月18日と会員数が順調に増加していたものの、SNSを狙ったスパムメールの被害を受けて2009年3月3日より完全招待制に移行したため純増となった。
2009年08月18日より、期間限定（期間未定）で招待の無いユーザーにも新規登録を再開したが、スパム攻撃の苦情が増加した為再び招待制へ戻した。
皆様にご満足いただけるサービス提供はこれ以上困難であると判断し、2012年2月29日をもってNaviSL SNSを終了することを発表した。

### unOfficial Linden Blog 日本語翻訳版
セカンドライフ上のメンテナンス情報、最新アップデート情報、使い方のティップスやLinden Labによるイベント情報を発表している公式サイトLinden Blogを日本語訳したBlogサイト。NaviSLとAccura Kurosawa 氏率いる「A.L.A. (Accuras Language Academy)」との共同プロジェクト。

### NaviSL Resort
セカンドライフ上のプライベートアイランドの賃貸事業。

軽井沢、旧軽井沢、湘南といった名称のリゾート島を区画提供。

### NaviSL セカンドライフ日本語登録サイト
アカウント登録画面を日本語にカスタマイズした登録ページ。